# 馬臘拉爾
馬臘拉爾（Maralal）是東非國家肯雅的城市，由裂谷省負責管轄，位於該國北部，肯雅國父喬莫·肯雅塔曾被監禁在該城，主要經濟活動是旅遊業，2010年人口24,638。